# НР-30
НР-30 (обозначение разработчика — 235П) — советская 30-мм авиационная автоматическая пушка системы А. Э. Нудельмана и А. А. Рихтера. Является первой автоматической пушкой калибра 30 мм, принятой на вооружение в СССР в 1955 году.

## История создания
В начале 1950-х годов, с развитием реактивной истребительной авиации, возникла необходимость усиления оборонительного огня бомбардировочной авиации, что требовало решения задачи резкого повышения эффективности авиационного пушечного вооружения. По результатам экспериментальных исследований эффективности штатных боеприпасов, рядом оружейных НИИ и КБ, при участии ВВС, был выбран единый калибр для авиационных пушек — 30 мм и определены основные параметры снаряда и выстрела в целом. Детальная проработка калибра 30×155 мм, в том числе параметров гильзы выполнено ОКБ-16.
Выстрел с различными типами снарядов разрабатывался в ГСКБ-398 А.А. Бобровского (ныне ФНПЦ «Прибор»).
30-мм пушка создавалась в рамках конкурса между тремя КБ: пушка Ш-30 в ОКБ-15 (Главный конструктор — Б. Г. Шпитальный); пушка В-30 (ТКБ-494), на базе автоматики пулемёта А-12,7 по схеме Афанасьева, также использованной в АМ-23, в ЦКБ-14 (Главный конструктор — А. А. Волков) и наконец НР-30 (235П) в ОКБ-16 (Главный конструктор — А. Э. Нудельман).
Испытания трех конкурирующих пушек проводились на полигоне одновременно, по их результатам НР-30 была признана лучшей и в 1954 году на Ковровском заводе № 2 (сейчас, ОАО «ЗиД») начато её серийное производство. А в 1955 году пушка была принята на вооружение. Предназначена для вооружения истребительной и штурмовой авиации.
Гарантированная живучесть ствола на середину 1950-х гг. — 2000 выстрелов, установленная в 1986 г. — 3000 выстрелов.

## Конструкция

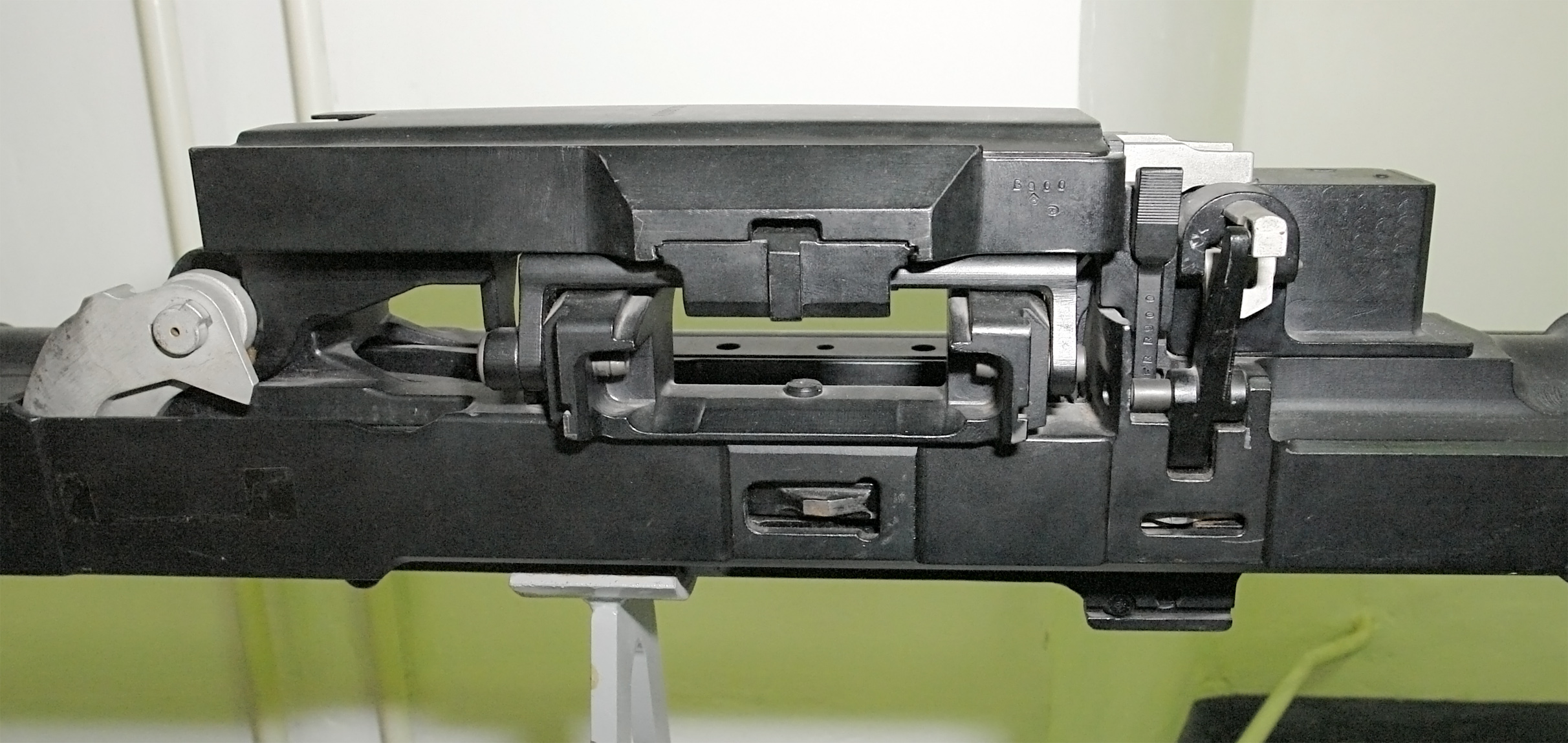
Затворная коробка НР-30. Военно-исторический музей артиллерии, инженерных войск и войск связи, Санкт-Петербург.

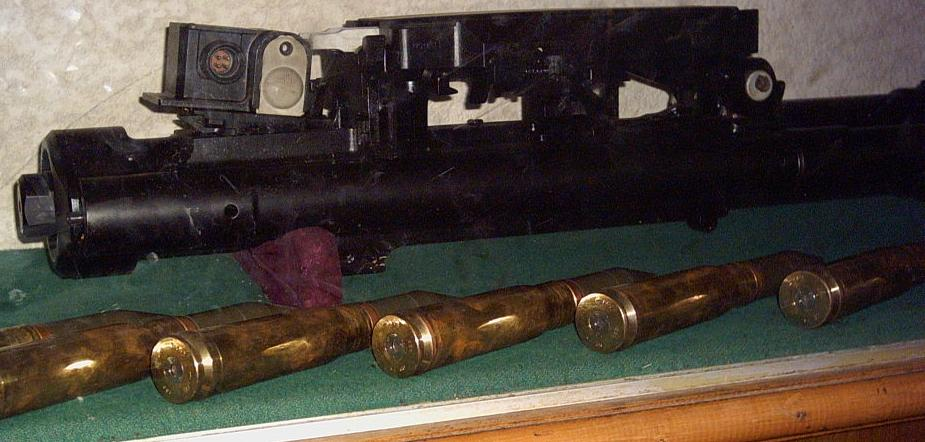
Крупный план авиапушки Нудельмана — Рихтера НР-30 и боеприпасов к ней, в военном музее Египта.

## Производство
Серийное производство НР-30 продолжалось по крайней мере до 1993 года, на заводах № 2 и № 525. Так, в 1954 году было изготовлено 17 пушек, в 1955 году — 667, а в 1957 году, уже 1756.

## Носители
Пушки HP-30 применялись на следующих типах самолётов:
- МиГ-19С — по три пушки, боекомплект: 70 патронов у пушек, расположенных в крыле, и 60 патронов у фюзеляжной.
- МиГ-21Ф — две НР-30 с боекомплектом в 60 патронов.
- МиГ-21Ф-13 — одна пушка, боекомплект — 60 патронов.
- Су-7БМ — по две пушки.
- Су-17М4 — по две пушки, боекомплект — по 300 патронов на ствол.
- Су-22М3 — по две пушки, боекомплект — по 80 патронов на ствол

## Боеприпасы
- Калибр: 30×155 мм, гильза латунная
- Масса патрона: 840 г
- Масса звена: 105 г

- Масса снаряда: 410 г
- Заряд пороха: 95-99 г пороха «6/7фл ВБП»
- Масса ВВ ОФЗ снаряда: 44 г
- Взрыватель ОФЗ снаряда: А-30
- Типы боеприпасов: ОФЗ, ОФЗТ, бронебойно-разрывной (БР), бронебойно-трассирующий (БТ), многоэлементный, ДОС-15, ПРЛ

## Оценка проекта
Тактико-технические данные этой пушки были весьма высоки для 1950-х — начала 1960-х годов. По сравнению с предыдущими образцами калибров 23 мм и 37 мм она отличалась рядом оригинальных решений и стала основным оружием истребителей. Но уже в 1970-е годы происходила быстрая замена НР-30 на систему ГШ-23, а в 1980-е — на ГШ-30-1 Грязева и Шипунова. Целью было увеличение боекомплекта, который у отечественных самолётов-истребителей традиционно превосходил западные аналоги.

## Галерея

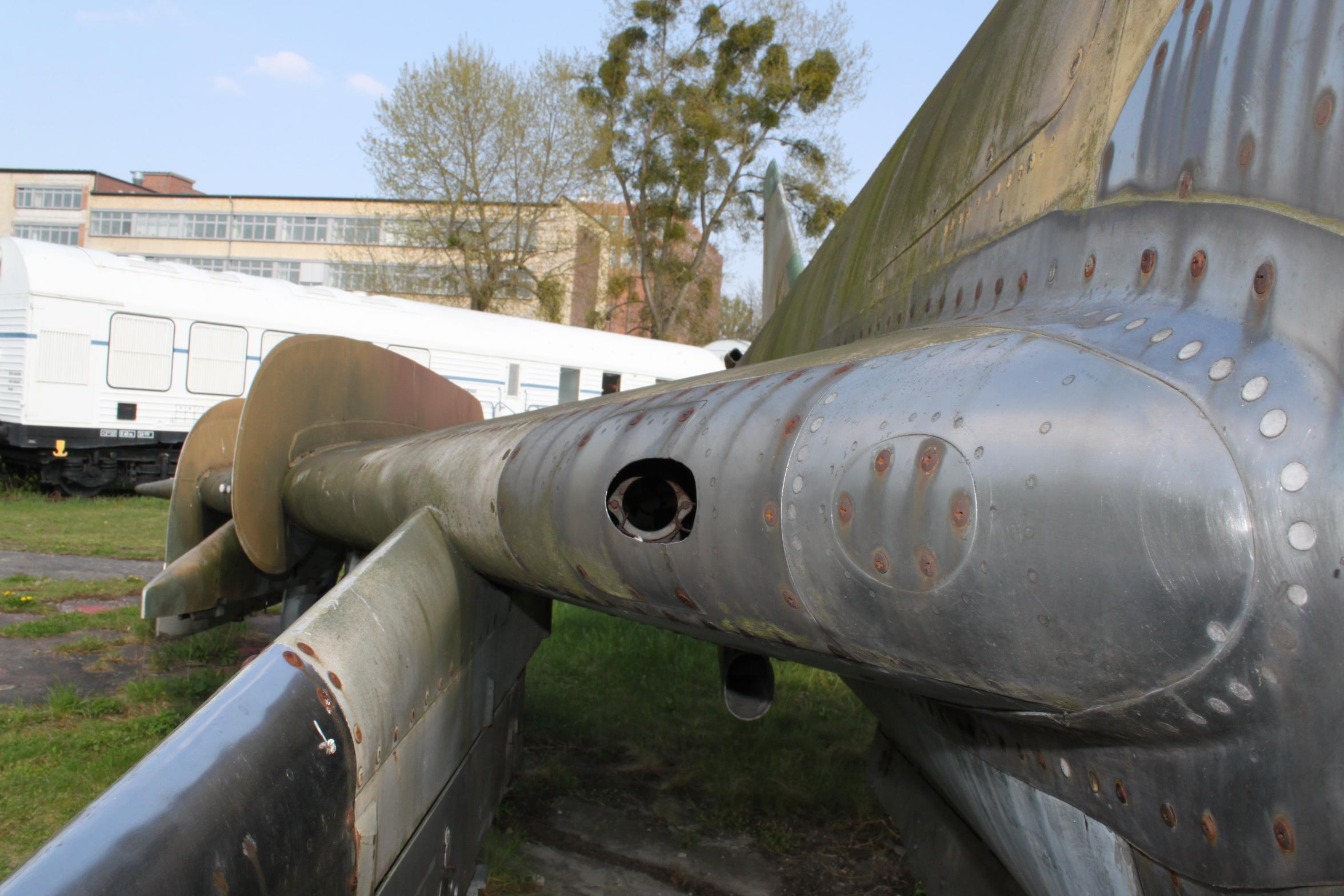
Нержавеющая сталь облицовки в устье около НР-30
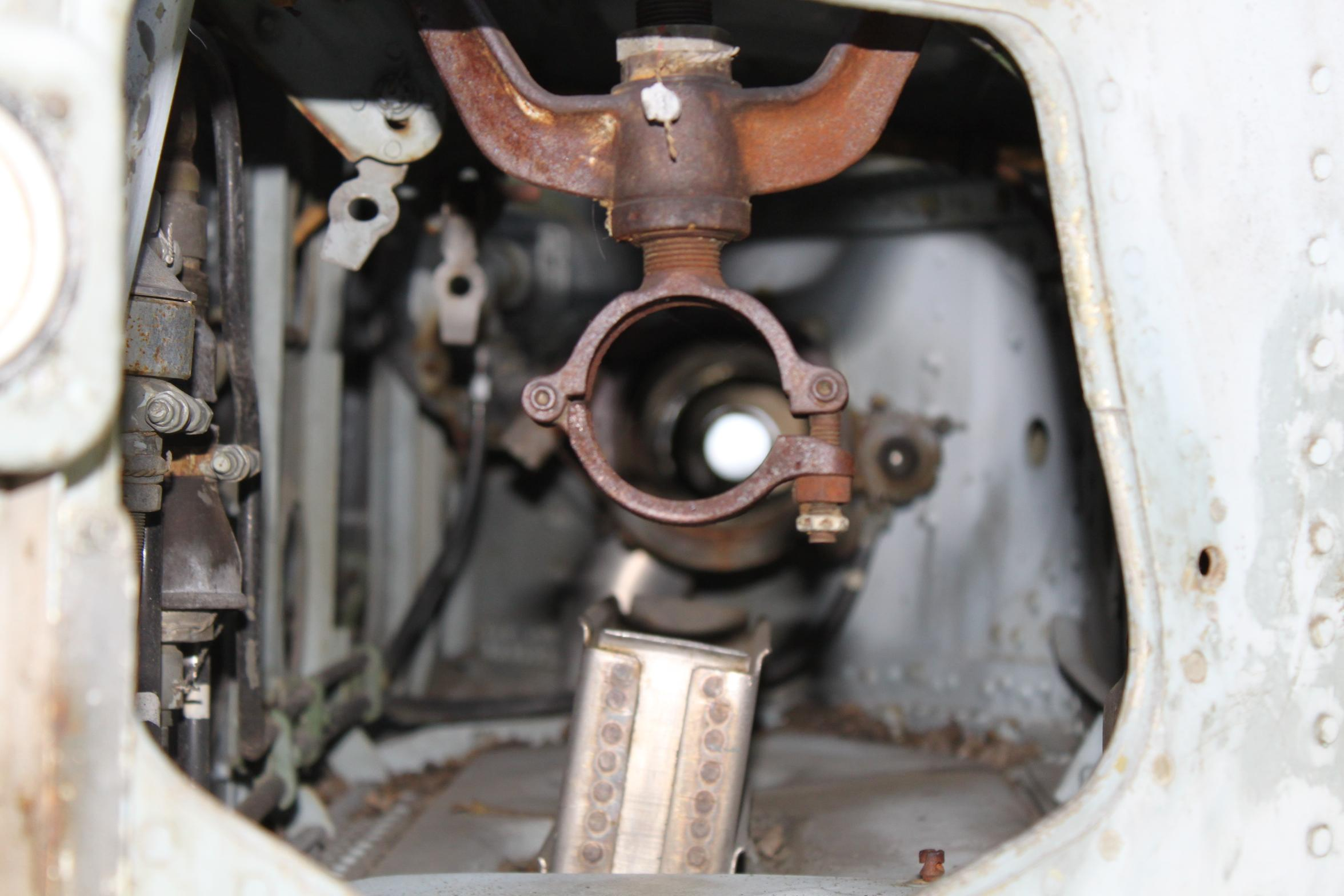
Приостановление НР-30 в Су-22
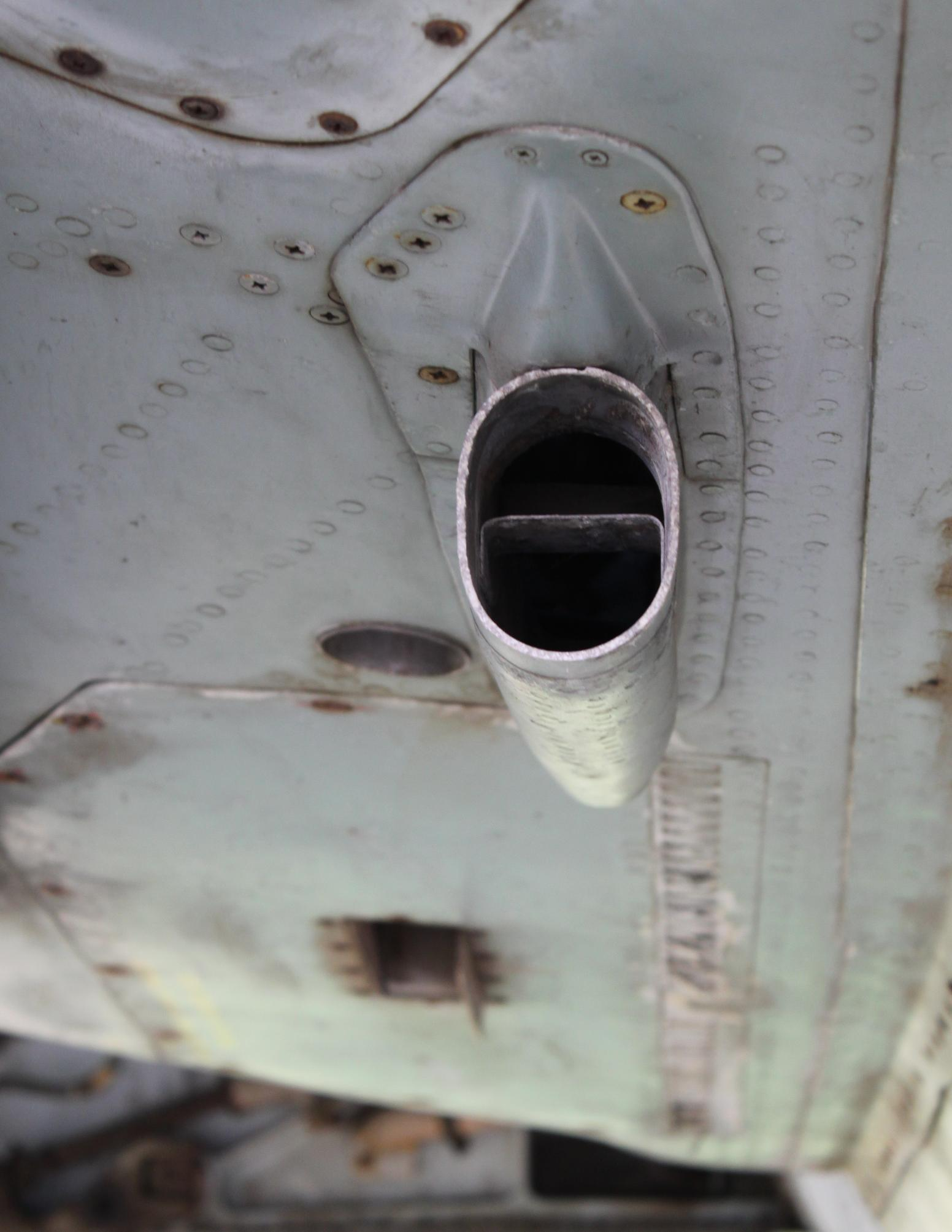
Охлаждение приточного воздуха и выброса НР-30